# Costituzione greca del 1927

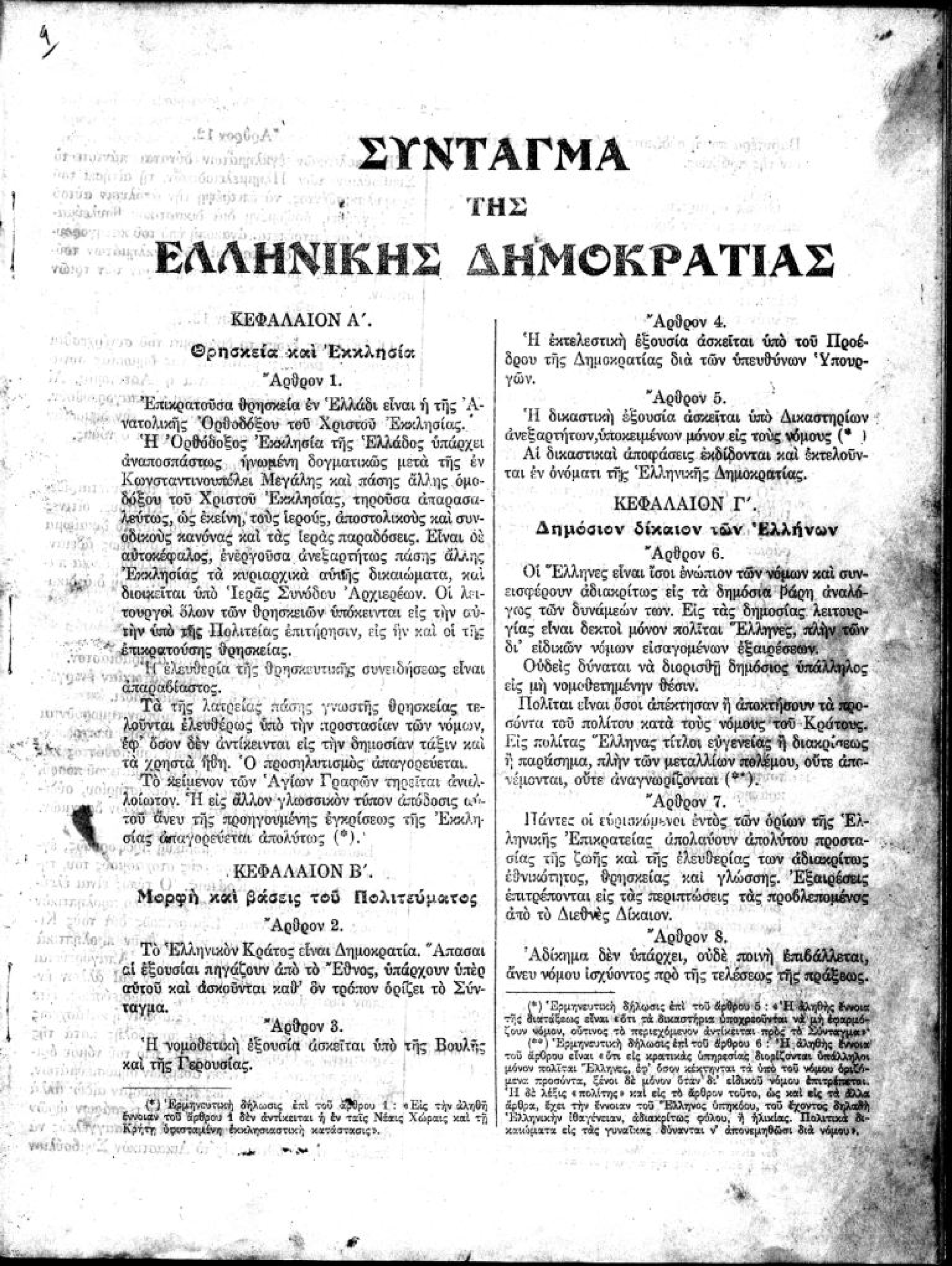
Prima pagina della Costituzione greca del 1927

La Costituzione greca del 1927 era la costituzione in vigore durante la maggior parte della Seconda Repubblica ellenica (1924-1935). La Repubblica era stata dichiarata nel 1924, ma la proposta di costituzione del 1925 non fu mai messa in pratica a causa della dittatura di Teodoro Pangalos nel 1925-1926. Dopo che Pangalos fu rovesciato, fu redatta una nuova costituzione basata su quella del 1911, pur emendandola pesantemente in diversi punti.
La nuova costituzione del 1927 aveva 127 articoli. Fu rimosso ogni riferimento alla monarchia greca e fu introdotta una repubblica parlamentare, con una legislatura bicamerale e un presidente eletto come capo di stato cerimoniale. In particolare, per la prima volta fu formalizzato il principio finora non scritto della maggioranza parlamentare (dedilomeni). La costituzione del 1927 fu sospesa nell'ottobre 1935, quando un colpo di stato militare guidato da Georgios Kondylis rovesciò la Repubblica e restaurò la monarchia, riportando in vigore la costituzione del 1911. Tuttavia, elementi della Costituzione del 1927 sarebbero poi confluiti nella Costituzione greca del 1952.